# Stemma sabaudo, il Genio di Savoia
Stemma sabaudo, il Genio di Savoia è un dipinto a olio su tela e misura cm 83x64 eseguito tra il 1883 ed il 1884 circa dal pittore italiano Mosè Bianchi.
Si tratta di uno degli studi per il Genio di Savoia per l'affresco della Saletta reale della stazione di Monza.
È conservato nei Musei Civici di Monza.